# Colletes ciliatus
Colletes ciliatus là một loài Hymenoptera trong họ Colletidae. Loài này được Patton mô tả khoa học năm 1879.